# Chamical (kommunhuvudort i Argentina)
Chamical är en kommunhuvudort i Argentina.   Den ligger i provinsen La Rioja, i den centrala delen av landet, 900 km nordväst om huvudstaden Buenos Aires. Chamical ligger 473 meter över havet och antalet invånare är 13 383.
Terrängen runt Chamical är platt åt nordost, men åt sydväst är den kuperad.
Omgivningarna runt Chamical är i huvudsak ett öppet busklandskap. Runt Chamical är det mycket glesbefolkat, med 3 invånare per kvadratkilometer.